# Dodewaard
Dodewaard é uma cidade na municipalidade de Neder-Betuwe, na província de Guéldria, nos Países Baixos, e está situada a 7 km ao sul de Wageningen.
Em 2001, a cidade de Dodewaard tinha uma população estimada em 3090 habitantes, com aproximadamente 1166 residências em sua área urbana de 1.1 km². 
A área de Dodewaard, que também inclui as partes periféricas da cidade, bem como a zona rural circundante, tem uma população estimada em 4330 habitantes.